# Diippol
El "Departamento de inteligencia e investigaciones Privadas y Políticas"  o Diippol es una agencia privada de investigaciones ubicada en Santiago de Chile. Su creación se motivó por los problemas no resueltos del avance de la delincuencia durante los últimos años en Chile. Está conformada por un Grupo Multidisciplinario de trabajo policial privado, que por su características,  permite soluciones más amplias en Investigación, Inteligencia, uso de hacker éticos y Protección Privada, vigilancia y seguimientos encubiertos, infiltración preventiva, protección para grandes transacciones o traslados de activos.

## Impacto popular
El hecho que apareciera una empresa que ofreciera guardaespaldas privados para ir al banco en el momento de retirar dinero llamó la atención de los medios y las redes sociales, ya que los asaltos a personas que retiran dinero de los bancos, (principalmente pagos de sueldos de empresas) es uno de los más frecuentes en las noticias.
Otro aspecto fue el que ofrecieran servicios de investigaciones políticas, algo sensible en Chile después de varios escándalos de ese estilo (Caso Penta, Caso Caval, Caso Karadima, etc.)   y su aparición antes de un nuevo proceso eleccionario, unido a una profunda desconfianza en este tipo de investigaciones y sentencias que reciben los políticos que son descubiertos en fraudes o escándalos.